# Two Ghosts
Two Ghosts è un singolo del cantautore britannico Harry Styles, pubblicato il 7 agosto 2017 come secondo estratto dal primo album in studio Harry Styles.

## Descrizione
La canzone è una ballata folk rock acustica con influenze country folk. Il testo è incentrato su una relazione che non è durata, con il cantante che cerca di reclamare il suo senso d'umanità dopo la fine della stessa. Entertainment Weekly l'ha definita una «dolente autopsia acustica di un amore perduto».

## Tracce
1. Two Ghosts – 3:49 (Harry Styles, John Ryan, Mitch Rowland, Julian Bunetta, Tyler Johnson)

## Formazione
Musicisti
- Harry Styles – voce, chitarra, omnichord, cori
- Mitch Rowland – chitarra, batteria
- Ryan Nasci – basso
- Tyler Johnson – tastiera

Produzione
- Jeff Bhasker – produzione, produzione esecutiva
- Tyler Johnson, Alex Salibian – produzione
- Ryan Nasci – registrazione, missaggio
- Chris Gehringer – mastering

## Date di pubblicazione
| Paese       | Data di pubblicazione | Formato                 |
| ----------- | --------------------- | ----------------------- |
| Stati Uniti | 7 agosto 2017         | airplay (hot/modern/AC) |
| Stati Uniti | 8 agosto 2017         | airplay (top 40/M)      |